# Жанатаева, Ирэна Салиховна
Ирэна Салиховна Жанатаева (род. 15 августа 1988, Нальчик, Кабардино-Балкарская АССР, СССР) — исполнительница кавказских национальных танцев, солистка ГФЭАТ «Балкария», хореограф, заслуженная артистка республик Ингушетия и Кабардино-Балкария.

## Биография
Ирэна родилась 15 августа 1988 года в г. Нальчик, Кабардино-Балкарская АССР, РСФСР, СССР в творческой семье. Её отец Жанатаев Салих был солистом-вокалистом и одним из основателей Государственного фольклорно-этнографического ансамбля танца «Балкария» совместно с М. И. Ульбашевым. Своему детищу он прослужил последние 24 года своей жизни.
В 17 лет Ирэна получила звание заслуженной артистки Республики Ингушетия, а в 23 стала самой молодой заслуженной артисткой Кабардино-Балкарской республики.
Является победителем конкурса «Золотой Дуэт» (г.Владикавказ), Лауреатом Всероссийского конкурса им. Юрия Григоровича (г. Москва), Лауреатом конкурса им. Махмуда Эсамбаева (г. Грозный), Обладателем Гран-При Международного конкурса этнических культур (г. Астана, Казахстан).
Выступает с ансамблем по всему миру — Бельгия, Франция, Испания, Португалия, Грузия, Швейцария, Италия, Казахстан, Турция.
Основную деятельность в ансамбле Ирэна совмещает с преподаванием в собственной хореографической школе-студии, в которой она обучает национальным танцам народов Северный Кавказ и Закавказье более 300 учеников.
Имеет два высших образования: юридическое (Современная гуманитарная академия) и хореографическое (Северо-Кавказский государственный институт искусств) (2012—2016)